# 西湖镇 (瓜州县)
西湖乡，是中华人民共和国甘肃省酒泉市瓜州县下辖的一个乡镇级行政单位。

## 行政区划
西湖乡下辖以下地区：
城北村、北沟村、中沟村、四工村、向阳村、西湖村、安康村和四工良种场。